# 薩本 (內布拉斯加州)
薩本（英語：Sarben）是位於美國內布拉斯加州基斯縣的普查規定居民點。

## 歷史
薩本的郵局於1910年設立，其後於1972年停運。

## 人口
根據2020年美國人口普查的數據，薩本的面積為0.41平方千米，皆為陸地。當地共有人口31人，而人口密度為每平方千米75.61人。